# Filipe III de Croÿ
Filipe III de Croÿ (em francês: Philippe III de Croÿ; Valenciennes, 10 de julho de 1526 — Veneza, 11 de dezembro de 1595) foi estatuder de Flandres, e herdou as propriedades da antiga e rica família de Croÿ. Tornando-se soldado, recebeu de Filipe II, rei da Espanha, o título de Cavaleiro da Ordem do Tosão de Ouro, e foi mais tarde empregado em tarefas diplomáticas.

## Biografia
Filipe era o segundo filho de Filipe II de Croÿ (1496–1549) e de Ana de Croÿ (1501–1539). Após a morte de seu irmão mais velho Carlos II de Croÿ, em 1551, tornou-se o 3.º Duque de Aarschot, 4.º Príncipe de Chimay e 4.º Conde de Beaumont.
Participou dos distúrbios nos Países Baixos espanhóis, e em 1563 se recusou a aderir a Guilherme, o Taciturno e a outros em seus esforços para remover o Cardeal Granvelle de seu cargo. Essa atitude, com a devoção de Aarschot à Igreja Católica, que ele expressou demonstrando sua satisfação pelo massacre da noite de São Bartolomeu, levou Filipe da Espanha a aumentar a sua estima por ele, porém, esta confiança foi abalada em decorrência da conduta ambígua do Duque de Aarschot ao acolher o novo governador, João da Áustria (Don Juan de Austria), nos Países Baixos em 1576.
Apesar de geralmente ser visto com desconfiança pelos habitantes dos Países Baixos, Filipe foi nomeado governador da cidadela de Antuérpia quando as tropas espanholas se retiraram em 1577. Depois de um período de hesitações ele abandonou Dom João, no final do mesmo ano.
Por ter ciúmes do Príncipe de Orange, Filipe se tornou o presidente do partido que levou o arquiduque Matias (mais tarde imperador) a encarregar-se da soberania dos Países Baixos, e logo depois foi nomeado estatuder de Flandres pelo Conselho de Estado. Um partido forte, que contava com os burgueses de Gante, desconfiava do novo estatuder; e Aarschot, preso durante um motim em Gante, só foi libertado sob a promessa de renunciar ao cargo.
Aarschot, então, procurou recuperar as graças de Filipe da Espanha, e tendo sido perdoado pelo rei em 1580 novamente compartilhou o governo dos Países Baixos; mas se recusou a servir sob o comando do Conde de Fuentes, quando ele se tornou governador-geral, em 1594, e se mudou para Veneza, onde morreu em dezembro de 1595.

## Família
Filipe III casou em 24 de janeiro de 1558 com Joana Henrieta de Halewyn, filha de João III de Halewyn, Visconde de Nieuwpoort e de Jossyne de Lannoy. Eles tiveram três filhos:
- Carlos III de Croÿ (1560–1612), duque de Aarschot, casou com 1) Maria de Brimeu e 2) Dorotheia de Croy-Havré. Sem filhos.
- Ana de Croÿ (1563–1635), casou com Carlos de Ligne, 2.º príncipe de Arenberg.
- Margarida de Croÿ (1568–1614), casou com 1) Pierre de Henin Bossu e 2) Vratislau de Fürstenberg.